# Toparh
Toparh (grško τοπάρχης, latinizirano: topárhes, dob. 'kralj-vladar') je grški naziv guvernerja ali vladarja okrožja. Kasneje se je uporabljal tudi za ozemlje, na katerem je toparh izvajal svojo oblast. V bizantinskem času se je izraz začel uporabljati za neodvisne ali pol odvisne vladarje na obrobju bizantinskega sveta. 

## Helenistično obdobje
Izraz izvira iz helenističnih časov, ko je bil tópos (τόπος, kraj, mesto) ustanovljen kot upravna enota, zlasti v Ptolemajskem kraljestvu, pa tudi v Selevkidskem cesarstvu in Pergamonskem kraljestvu, četudi je med slednjima manj dobro izpričan v primerjavi s Ptolemajci. Ptolemajski tópos pod toparhom je obsegal številne vasi (komai, edn. komē) in nato postal enota nomosa – province, ki jo je upravljal strateg. V ptolemajskem Egiptu je bil toparh običajno Egipčan. Odgovoren je bil za zbiranje dajatev in upravo. V nekem poročilu je zapis, da so bile v času Nove zaveze toparhije del hiparhij, kot so bile Gaulanitis, Galileja, Samarija, Judeja, Pereja in Idumeja.  V Rimskem cesarstvu je naziv ostal v rabi  na grškem vzhodu za guvernerja okrožja. Takšna okrožja so takrat imenovali toparhije (iz grškega τοπαρχία, toparhía).

## Bizantinsko cesarstvo
V Novellae constitutiones cesarja Justinijana I. (6. stoletje) je bil naziv toparh uporabljen za vse lokalne sodnike, tako civilne kot vojaške.
Bizantinski pisci so izraz pogosteje uporabljali za označevanje lokalnih monarhov, zlasti v 10.–13. stoletju. Raba se ni razširila le na dejansko odcepljene ali de facto avtonomne bizantinske guvernerje, ki so se pojavili med vojaškimi krizami in razpadom uprave  v 11.–12. stoletju, ampak tudi na neodvisne vladarje, običajno na obrobju Bizantinskega cesarstva. Med slednje so spadali na primer emir Krete, različni turški gospodje v Anatoliji ter vladarji Bolgarije in Srbije, katerih ozemlja so Bizantinci šteli za svoja.
V tem kontekstu je Kekavmen iz poznega 11. stoletja velik del svoje Strategije posvetil svetovanju toparhom, kako naj ravnajo v odnosih  s cesarjem in drugimi bizantinskimi guvernerji.